# Старишный Бор
Старишный Бор — деревня в Псковском районе Псковской области. Входит в состав Серёдкинской волости. 
Расположена в 53 км к северу от Пскова и в 7 км к юго-западу от села Серёдка.
Численность населения деревни по состоянию на 2000 год составляла 11 человек.

## Топографические карты
- Лист карты O-35-XVII Новоселье. Масштаб: 1 : 200 000. Издание 1980 г.